# Classe Stalingrad
La classe Stalingrad (nome in codice NATO del progetto 82 russo) era un gruppo di incrociatori da battaglia progettati per la Marina Sovietica. La costruzione di queste navi venne annullata dopo la morte di Stalin.

## Sviluppo
La costruzione di una nuova classe di incrociatori da battaglia per la Marina Sovietica venne ordinata dallo stesso Stalin, che mostrava un particolare interesse per questo tipo di navi. Il progetto venne approvato nonostante l'opinione contraria di gran parte degli esperti navali, che giudicavano queste navi concettualmente obsolete.

Queste navi rientravano in un programma di costruzioni navali di grandi dimensioni, che avrebbe dovuto mettere in grado l'Unione Sovietica non solo di resistere ad assalti anfibi diretti verso il suo territorio, ma anche di appoggiare i movimenti terrestri delle proprie armate. In particolare, gli Stalingrad avrebbero dovuto ricoprire il ruolo di "capital ship" all'interno della flotta sovietica.

La costruzione di queste navi venne intrapresa in ben tre cantieri navali, a partire dalla fine degli anni quaranta, ma non fu mai ultimata. Infatti, questo ambizioso programma navale venne fortemente ridimensionato dopo la morte del dittatore, nel 1953, quando si decise di rinunciare alle grandi unità si superficie e di puntare sui sottomarini. La realizzazione degli Stalingrad fu quindi interrotta.

Anche la conversione in nave lanciamissili di una delle unità in costruzione, anche se brevemente considerata, non ebbe seguito.

## Tecnica
Il progetto era basato sugli incrociatori da battaglia classe Kronshtadt, risalente ad una decina di anni prima. L'armamento principale, costituito da nove pezzi da 305 mm in tre torri trinate, era superiore a quello dei normali incrociatori pesanti (le cui artiglierie di norma non superavano i 203 mm), ma decisamente inferiore a quello delle navi da battaglia che le principali marine militari schieravano subito dopo la fine della seconda guerra mondiale.

Le uniche navi quasi contemporanee confrontabili sono gli incrociatori classe Alaska (considerati dagli americani "grandi incrociatori"), che però erano stati radiati nel 1947, dopo meno di tre anni di servizio.

## Utilizzo
Il ruolo di queste navi avrebbe dovuto essere quello di "capital ships", impegnate insieme al resto della marina nella difesa delle acque territoriali sovietiche dalle navi occidentali. Tuttavia, gli ammiragli della marina dubitavano fortemente che gli Stalingrad potessero reggere il confronto con gruppi navali composti da portaerei, soprattutto alla luce delle esperienze di guerra nell'Oceano Pacifico.

## Le navi
Secondo i piani della marina sovietica, la classe Stalingrad avrebbe dovuto comprendere dodici unità. La costruzione di tre esemplari venne iniziata nei primi anni cinquanta, ma nessuno di questi fu mai completato. Ulteriori quattro unità, pianificate, non ricevettero mai un nome.
- Stalingrad: in costruzione a Mykolaïv, i lavori vennero bloccati quando erano completi al 18,8%. La porzione centrale dello scafo fu varata ed utilizzata come bersaglio per la sperimentazione di sistemi d'arma nel Mar Nero. Venne demolito nel 1962.
- Moskva: in costruzione a Leningrado, i lavori vennero interrotti al 7,5% del completamento. Venne demolita sullo scalo.

Una terza unità di nome sconosciuto (probabilmente Kronshtadt) era in costruzione a Severodvinsk, ma i lavori vennero interrotti al 2,5% del completamento e la nave fu demolita. L'inizio dei lavori risale al 1952, e forse avrebbe dovuto essere modificata per l'installazione di missili antinave. Tale versione era nota, sembra, come progetto 82R.